# Clambidus atomus
Clambidus atomus là một loài bọ cánh cứng trong họ Clambidae. Loài này được Fauvel miêu tả khoa học đầu tiên năm 1902.